# Dietsche Biehalle
Dietsche Biehalle was een kortstondige vereniging (1887), een initiatief van Guido Gezelle.

## Geschiedenis
In 1887 nam Guido Gezelle het initiatief een nieuwe vereniging op te richten die zich tot doel stichtte het navorschen, het handhaven en het gebruiken onzer Dietsche volkstale.
Het was duidelijk dat tegen die tijd Gezelle zeer ontgoocheld was over zijn vroegere stichting, het tijdschrift Rond den Heerd, dat onder de leiding van Adolf Duclos eerder zieltogend leek. Een ander initiatief van Gezelle, de Gilde van Sint-Luitgaerde was ondertussen in 1883 ook al verdwenen. Hij besloot iets nieuws op te richten.
Een stichtingsvergadering werd georganiseerd in Gent op 31 januari 1887. Gezelle kwam nu wel meer in Gent, sinds hij het jaar voordien lid was geworden van de Koninklijke Academie  voor Nederlandse Taal en Letteren. Dat die bijeenkomst niet in West-Vlaanderen plaatsvond, toonde aan dat Gezelle het doel alvast ruimer stelde dan een beperkt particularisme. Het eerste doel dat hij vooropstelde was het uitgeven van een tijdschrift dat de naam Dietsche Biekorf zou dragen. Een van de medeoprichters, Jan Craeynest, kreeg de opdracht een programmaverklaring op te stellen.
Het liep echter verkeerd, omdat een groepje geleid door drukker-uitgever Alfons Siffer en gedeeltelijk ook door de 'gezelliaan' Juliaan Claerhout, oppositie voerde. Ze hadden immers, twee jaar eerder, een gelijkaardig Gents initiatief genomen en gaven sindsdien het tijdschrift Belfort uit. Het initiatief door Gezelle genomen vonden ze dan ook dubbelgebruik en ze slaagden erin het te doen kapseizen.
De nauwelijks opgerichte vereniging verdween, maar Gezelle toonde eens te meer zijn doorzettingsvermogen. Als het niet  voor het geheel van de Vlaamse provincies lukte, dan maar voor West-Vlaanderen alleen. Hij nam contact op met enkele priesters van de jongere generatie, in de eerste plaats met Emiel Demonie, Edward Van Robays en Jan Craeynest. In alle discretie kwamen ze in de jaren 1888 en 1889 in Brugge bijeen, meestal in het Sint-Lodewijkscollege, om dan toch minstens het hoofdidee van de ter ziele gegane Dietsche Biehalle te realiseren, namelijk het stichten van een tijdschrift. Het werd Biekorf, waarvan het eerste nummer begin 1890 verscheen en dat een lang leven tegemoet ging. De concurrent Belfort hield het als afzonderlijke uitgave niet zo lang uit en fuseerde in 1900 met een ander tijdschrift om Dietsche Warande en Belfort te worden.